# Epic – Verborgenes Königreich
Epic – Verborgenes Königreich (Originaltitel Epic, englisch für Epos) ist ein amerikanischer computeranimierter Action-Comedy-Film aus dem Jahr 2013 in 3D. Regie führte Chris Wedge. Er wurde von Blue Sky Studios produziert, das Drehbuch stammt von Tom J. Astle und Matt Ember. Das Veröffentlichungsdatum für die Vereinigten Staaten war der 24. Mai 2013. In Deutschland erschien der Film bereits am 16. Mai 2013.

## Handlung
Mary Katherine (M.K.) besucht nach langer Zeit ihren Vater, Professor Bomba, der zusammen mit seinem Hund Ozzie in einem alten Haus im Wald lebt. Sein Leben widmet der weltfremde Professor Bomba der Erforschung kleiner Wesen, den Beschützern aller Lebewesen des Waldes. Gesehen hatte Professor Bomba diese Wesen allerdings bisher noch nicht. Schließlich führt seine Suche dazu, dass seine Tochter ihr Elternhaus frühzeitig wieder verlassen möchte, weil sie nicht mehr an einen Erfolg glaubt.
Gerade auf dem Weg hinaus folgt sie allerdings ihrem Hund Ozzie, der in den Wald rennt. Dabei findet sie Königin Tara, die von Mandrake bei einem Überfall der Boggans tödlich getroffen wurde. Königin Tara setzt ihre Fähigkeiten ein, um M.K. zu schrumpfen, und gibt ihr die Knospe, die den Fortbestand der Leafmen („Blattmenschen“) garantieren soll. Kurz darauf stoßen die Leafmen zur sterbenden Tara und M.K. vor.
M.K. hilft den Leafmen nun, die Knospe vor dem Zugriff Mandrakes zu beschützen, und sucht gleichzeitig einen Weg, wie sie wieder zurück in ihre Welt kommt. Mit Hilfe des Leafmans Nod und dem Leafmen-Anführer Ronin gelingt es ihr schließlich, die Knospe zum Erblühen zu bringen.

## Synchronisation
Die deutsche Synchronisation wurde von der Berliner Firma Film- & Fernseh-Synchron durchgeführt. Die Dialogregie führte Axel Malzacher.
| Rolle                 | Englischer Sprecher | Deutscher Sprecher | Beschreibung                                          |
| --------------------- | ------------------- | ------------------ | ----------------------------------------------------- |
| Mary Katherine (M.K.) | Amanda Seyfried     | Josefine Preuß     | Protagonistin und Professor Bombas 17-jährige Tochter |
| Nod                   | Josh Hutcherson     | Raúl Richter       | Protagonist und ein Leafman                           |
| Ronin                 | Colin Farrell       | Tobias Kluckert    | Anführer der Leafmen                                  |
| Königin Tara          | Beyoncé             | Alexandra Wilcke   | Königin der Leafmen und Lebenskraft des Waldes        |
| Mandrake              | Christoph Waltz     | Christoph Waltz    | Antagonist und Anführer der Boggans                   |
| Mub                   | Aziz Ansari         | Oliver Kalkofe     | Nacktschnecke                                         |
| Grub                  | Chris O’Dowd        | Oliver Welke       | Weinbergschnecke                                      |
| Professor Bomba       | Jason Sudeikis      | Stefan Krause      | Professor und Vater von Mary Katherine                |
| Dagda                 | Blake Anderson      | Jacob Weigert      | Sohn von Mandrake                                     |
| Nim Galuu             | Steven Tyler        | Reiner Schöne      | Raupe und Wächter der Schriftrollen                   |
| Bufo                  | Pitbull             | Tommy Morgenstern  | Kröte und Mitorganisator des Rennens                  |
| Larry                 | Judah Friedlander   | Dennis Schmidt-Foß | Taxifahrer                                            |
| Rennansager           | Jim Conroy          | Oliver Rohrbeck    | Sprecher beim Rennen                                  |

## Kritiken
Julia Bähr bei Focus online urteilt anerkennend: „‚Epic‘ ist vor allem ein herausragender Kinderfilm. Die Dialoge sind witzig und leben von einem guten Timing und die Zeichnungen sind bezaubernd. […] So wie ‚Epic‘ sieht die Vergangenheit aus, wenn sie schon zur Zukunft geworden ist.“
Der Kritiker bei Kino.de meint: „Über allem liegt ein Hauch von (unaufdringlicher) Öko-Botschaft nach Art von ‚FernGully‘ und vor allem Hayao Miyazaki samt dessen spiritueller Ansätze. Ein verspieltes Abenteuer aus einer ‚Avatar‘ nicht unähnlichen, leichtfüßig-lässig präsentierten Fantasy-Welt, hin- und hergerissen zwischen epischer Inbrunst und leichtem Spaß, mit tollen Sets und schillerndern Figuren, die ans Herz wachsen.“
Björn Becher von Filmstarts urteilt: Das „3D-Spektakel besticht vor allem durch viele abgefahren-rasante Szenen vor einer eindrucksvollen, immens detailreichen Kulisse, während die eigentliche Geschichte über im Wald lebende Winzlinge, […][nicht neu ist]. Das Ergebnis ist ein mehr optisch als erzählerisch überzeugender kurzweiliger Animations-Spaß für die ganze Familie.“ Er vergibt drei von fünf möglichen Sternen.
Bei Cinema.de ist zu lesen: „Die Story klingt wie eine Mischung aus ‚Alice im Wunderland‘ und ‚Horton hört ein Hu‘, aber die kriegerische Handlung, die furchteinflößenden Kreaturen aus dem Reich des Bösen und die rasanten Kampfszenen erinnern doch eher an ‚Der Herr der Ringe‘. […] Das ist trotz extrem ausgereizter 3D-Effekte (mit teils deutlichen Tiefen- und Bewegungsunschärfen) spektakulär anzusehen, aber alles andere als Kinderkram.“

## Auszeichnungen
| Awards                            | Awards            | Awards                                                                        | Awards | Awards    |
| Award                             | Datum             | Kategorie                                                                     | Nominierte | Ergebnis  |
| --------------------------------- | ----------------- | ----------------------------------------------------------------------------- | --- | --------- |
| Annie Awards                      | 1. Februar 2014   | Animated Effects in an Animated Production                                    | Alen Lai, David Quirus, Diego Garzon Sanchez, und Ilan Gabai                                                     | Nominiert |
| Annie Awards                      | 1. Februar 2014   | Character Animation in an Animated Feature Production                         | Thom Roberts | Nominiert |
| Annie Awards                      | 1. Februar 2014   | Directing in an Animated Feature Production                                   | Chris Wedge | Nominiert |
| Annie Awards                      | 1. Februar 2014   | Music in an Animated Feature Production                                       | Danny Elfman | Nominiert |
| Annie Awards                      | 1. Februar 2014   | Production Design in an Animated Feature Production                           | Michael Knapp, Greg Couch, and William Joyce                                                                     | Nominiert |
| Casting Society of America Awards | 18. November 2013 | Outstanding Achievement in Casting - Animation Feature                        | Christian Kaplan                                                                                                 | Nominiert |
| Motion Picture Sound Editors      | 16. Februar 2014  | Best Sound Editing in an Animated Feature Film                                | Randy Thom, Gwendolyn Yates Whittle                                                                              | Gewonnen  |
| Producers Guild of America Awards | 19. Januar 2014   | Outstanding Producer of Animated Theatrical Motion Picture                    | Jerry Davis, Lori Forte                                                                                          | Nominiert |
| Satellite Awards                  | 23. Februar 2014  | Best Motion Picture, Animated or Mixed Media                                  | | Nominiert |
| Visual Effects Society Awards     | 12. Februar 2014  | Outstanding Animated Character in an Animated Feature Motion Picture          | Bomba (Thom Roberts, Haven Gordon Cousins, Tim Bower, Daniel Lima)                                               | Nominiert |
| Visual Effects Society Awards     | 12. Februar 2014  | Outstanding Animated Character in an Animated Feature Motion Picture          | Mary Katherine (Jeff Gabor, Dylan C. Maxwell, Sang Jun Lee, Chris Pagoria)                                       | Nominiert |
| Visual Effects Society Awards     | 12. Februar 2014  | Outstanding Created Environment in an Animated Feature Motion Picture         | Pod Patch (Aaron Ross, Travis Price, Jake Panian, Antelmo Villarreal)                                            | Nominiert |
| Visual Effects Society Awards     | 12. Februar 2014  | Outstanding FX and Simulation Animation in an Animated Feature Motion Picture | Boggan Crowds (Thierry Dervieux-Lecocq, David Gatenby, Mark Adams, Matthew D. Simmons)                           | Nominiert |
| World Soundtrack Academy          | 25. Oktober 2013  | Film Composer of the Year                                                     | Danny Elfman (auch für Frankenweenie, Hitchcock, Die fantastische Welt von Oz, Promised Land und Silver Linings) | Nominiert |

## Soundtrack
Danny Elfman komponierte die Filmmusik zum Film, die am 28. Mai 2013 von Sony Classics veröffentlicht wurde. Beyoncé sang darauf den Song „Rise Up“, den sie zusammen mit Sia schrieb. Der Song wurde als Download-Single und als Teil der Download-Version des Soundtracks veröffentlicht. Mit Ausnahme des ersten Ice-Age-Films (2002, komponiert von David Newman) ist es das erste Mal, dass die Filmmusik zu einem Film der Blue Sky Studios nicht von John Powell komponiert wurde.